# 富田満

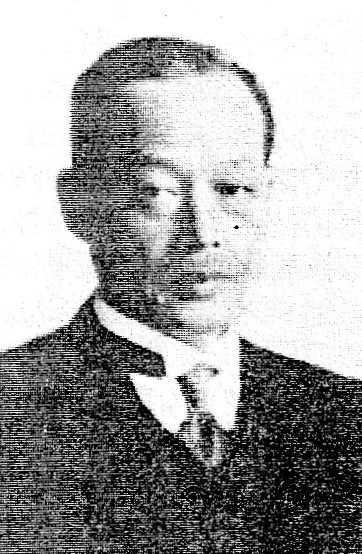
日本基督教団初代統理の富田満

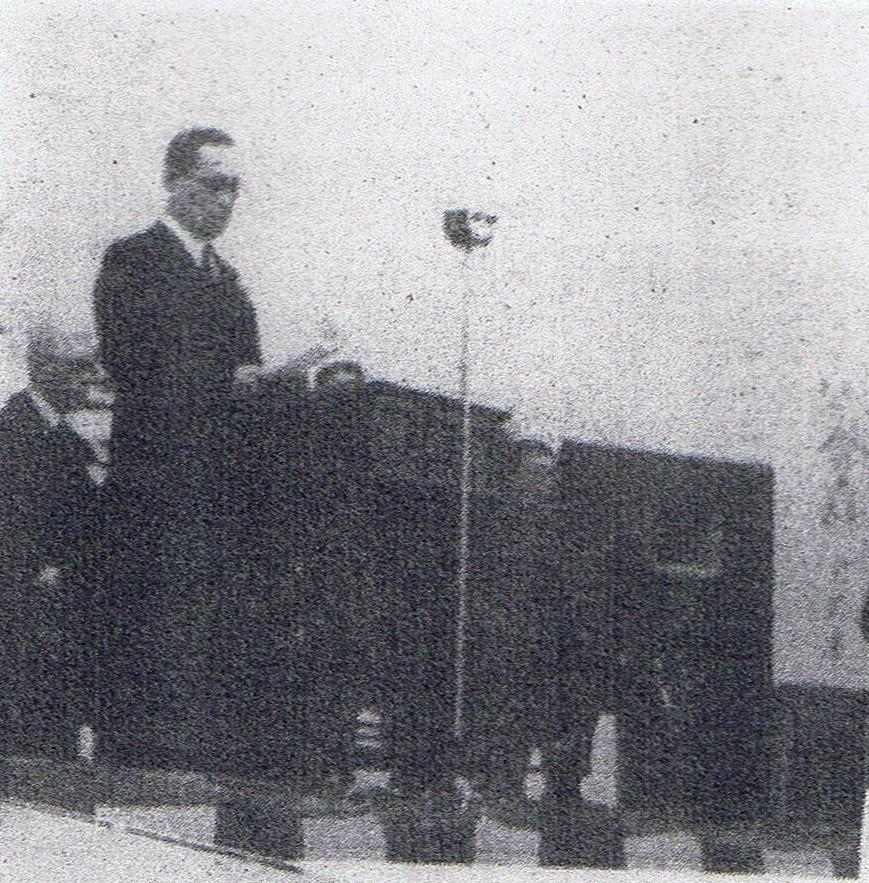
皇紀二千六百年奉祝全国基督教信徒大会の司会者を務める富田満牧師

富田 満（とみた みつる、1883年11月5日 - 1961年1月15日）は、日本の神学者、牧師（日本基督教団芝教会）。教会合同、エキュメニカル運動の指導者。日本基督教会（現日本キリスト教会）大会議長、日本基督教団統理者として天皇に賜謁。神の国運動委員長、東京神学大学、明治学院大学理事長、金城女子専門学校理事長、日本基督教連盟議長、日本キリスト教協議会の幹部、など要職を歴任。

## 戦前

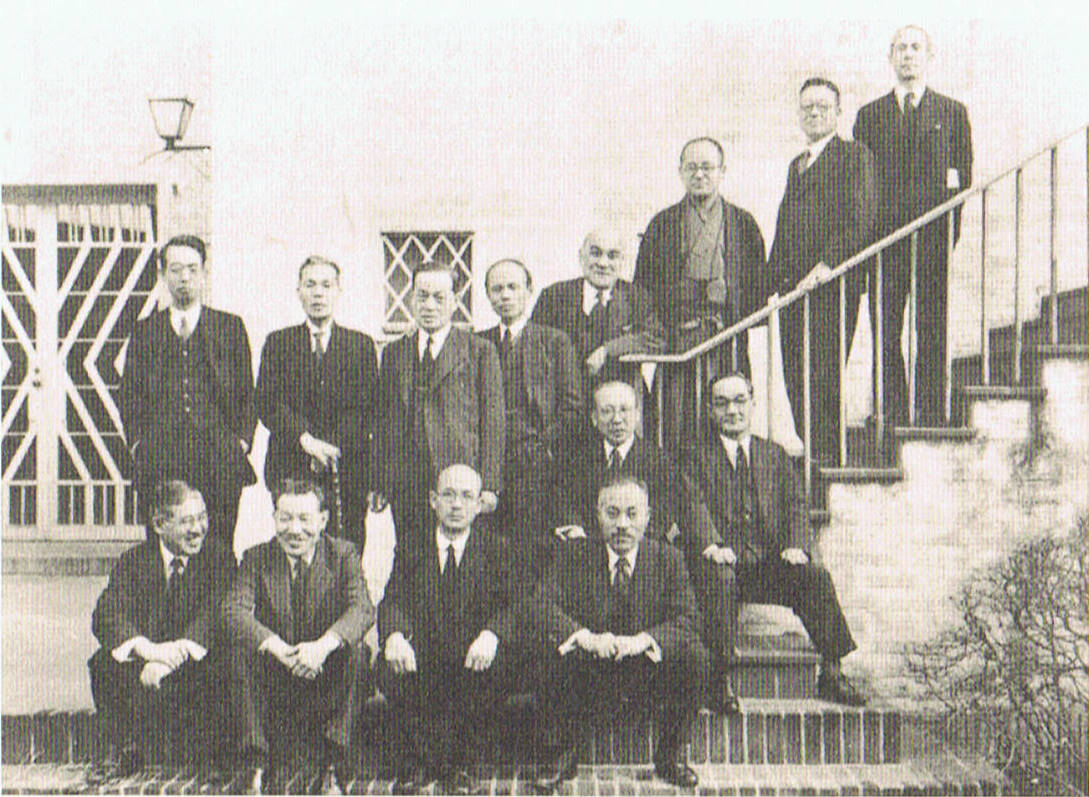
日本基督教団合同前の日本基督教会代表の準備委員 後列左より、熊野義孝、三吉務、富田満、小野村林蔵、佐波亘、浅野順一、飯島誠太、堀内友四郎、
前列左より、今村好太郎、村田四郎、金井為一郎、村岸清彦

愛知県東春日井郡印場村（春日井市）の農家に三男として生まれる。5歳の頃から教会学校に通った。16歳の時南長老ミッションのR・E・マカルピン宣教師より洗礼を受ける。
1904年、明治学院神学部に入学。日露戦争に従軍。1907年、神戸神学校に転校し、1909年卒業。1911年按手礼を受け牧師となる。1918年プリンストン神学校に入学。1920年日本基督教会芝教会牧師となる。1929年神の国運動中央委員長となり、賀川豊彦と共に働く。

## 戦中
1934年に日本基督教連盟総会議長。
1938年6月末、日基教会大会議長であった富田が、神社参拝拒否の長老教会を説得するために朝鮮を訪問した。平壌の教会で、120名の長老教会代表者と懇談した。富田は神社は宗教でなく、儀礼としての参拝をするように説得した。しかし、長老教会の牧師達は譲らず、神社参拝を偶像礼拝として拒否した。それに対して富田は明治天皇が与えた信教の自由にたいする冒涜であると言った。
日本基督教会大会議長、日本基督教連盟議長として朝鮮の朱基徹に神社参拝を勧め、「諸君の殉教精神は立派である。しかし、わが政府は基督教を捨て神道に改宗せよと迫ったか、その実を示してもらいたい。国家は国家の祭祀を国民としての諸君に要求したに過ぎない。」と、神社参拝を行う限りにおいて日本政府がキリスト教を容認している事実を示し、神社参拝の非宗教性を主張した。また信教の自由については、「明治大帝が万代におよぶ大御心をもって世界に類なき宗教の自由を賦与せられたものをみだりにさえぎるは冒涜に値する」と述べた 。「わが国の憲法は国民の信教の自由を認めている。それは、憲法が認めるから信仰の自由があるのではなく、本来人のこころは自由なものであるから、これを憲法が認めているのである。」とした。
1941年3月日本基督教会大会議長より教派合同準備委員会委員長に選ばれる。6月24日日本基督教団統理者に就任。最初は阿部義宗が統理に推されていたが牧会経験が少ないという理由で辞退した。1942年1月、総務局長と一緒に伊勢神宮を参拝して、日本基督教団の発足を報告して、今後の発展を祈願した。
文部省は設立された日本基督教団が11の部の連合体に過ぎないことを見て、部制の解消をしなければ認可しないと要求した。そこで、富田は部制を廃止することを約束した上申書を提出して、上申書と引き換えに教団の認可が成立した。これを受けて、1942年11月第一回教団総会で部制が廃止されて、完全合同が実現した。
1942年11月には日本基督教団の部制を解消させて完全合同を実現し、これは「信仰を一つにするため」だと述べた。
富田は自ら率先して伊勢神宮に参拝し、天照大神に日本基督教団創立を報告し、発展を希願した。富田統理が伊勢神宮を参拝して、日本基督教団の発展を希願したことは、教団のその後の発展を天照大神に帰する行為であると評価されている。
ホーリネス派の牧師が治安維持法違反で検挙されるホーリネス弾圧事件が起こると、教団を守るために該当牧師に辞職を勧告した。
ホーリネス弾圧事件の際には、文部省は富田に、宗教団体法に基づいて第6部と第9部の教会設立認可の取り消し処分と、教職に辞任を通知した。それを受けて教会の設立認可の取り消しと、教師の辞任を要求する通知を、獄中にある教職と家族に通知した。
1943年、「天皇陛下の臣民」として、日本基督教団の総力を挙げて、大日本帝国に軍用機「日本基督教団号」を献納した。
1944年の復活節の日、日本基督教団統理者として、大東亜共栄圏のキリスト教徒のために、現代の使徒書翰と称される日本基督教団より大東亜共栄圏に在る基督教徒に送る書翰を贈った。富田は教団統理者として皇室に招かれ「畏くも宮中に参内、賜謁の恩典に浴するという破格」の栄誉を受けたという。

## 戦後
大東亜戦争（太平洋戦争）終結後も天皇への忠誠心は変わることなく、1945年8月15日の日本基督教団の総会で「天皇陛下の御意志に従って国体護持に励むように」決議し、8月28日に指令を出した。
8月28日に、日本基督教団の常務理事会が行われて、富田の名前で通達文が送られた。それは、敗戦のことを天皇に反省懺悔するようにという内容である。日本基督教団の常議員、総合伝道委員長、日本キリスト教協議会の第2代目議長などの幹部を務める。
戦後初の常議員会で、一議員から富田統理と役職員は、戦争責任をどのように考えるべきかと問われて、富田は「余は特に戦争責任者なりとは思わず」と言い切った。このように戦後に戦争責任を感じてはいなかった。
1946年6月の臨時総会で統理を辞任したが、その後、常議員や総合伝道委員長として教団を支え、戦後も引き続き日本基督教団のエキュメニカル運動を指導し、日本キリスト教協議会の創立に携わった。
1946年、金城女子専門学校理事長に就任。
富田は、日本の全キリスト教会を率いる者として、厳しい迫害に耐えられない日本の教会に配慮して、伊勢神宮を参拝したとされている。日本キリスト教協議会の『キリスト教大辞典』は、「戦中、戦後の困難な時代にあって日本基督教団の指導にあたった」と評価する。富田の立場は「本質的に教会の合同に通じ、世界教会の成立を指向するものであった」。

## 著書
- 『富田満説教集:伝道説教-マルコによる福音書』 稲垣徳子編集 日本基督教団芝教会 1973年12月
- 『農民福音學校の理論と實際（The principles and practice of the Farmer's Gospel School ）』 富田満編 神の國運動事務所1931年7月
- 『神の國運動とは何ぞや』海老澤亮述　富田滿編  神の國運動事務所 1931年3月
- 『神の國運動指針（第1、第2、第3）全國協議會記録あり』富田滿編輯  神の國運動事務所 1929年
- 『神の國運動宣言書』富田滿著 神の國運動事務所 1929年12月